# 小林宏 (実業家)
小林 宏（こばやし ひろし、1957年 - ）は、日本の実業家。株式会社コーエーテクモホールディングス社外取締役。
株式会社スクウェア取締役、株式会社ドワンゴ代表取締役社長などを歴任した。

## 来歴
1957年生まれ。1980年に早稲田大学商学部を卒業後、野村證券に入社した。1991年に同社を退社し、1月に株式会社スクウェア（現・スクウェア・エニックス）に入社した。同年4月、スクウェアの取締役に就任した。スクウェア退社後、2000年1月にIT企業「ドワンゴ」に入社した。同年9月、代表取締役社長に就任した。

## 略歴
- 1980年4月 - 野村證券株式会社入社。
- 1991年1月 - 株式会社スクウェア入社。
- 1991年4月 - 株式会社スクウェア取締役。
- 2000年1月 - 株式会社ドワンゴ入社。
- 2000年5月 - 株式会社ドワンゴ取締役。
- 2000年9月 - 株式会社ドワンゴ代表取締役社長。
- 2001年 - 株式会社コンポジット取締役。
- 2005年12月 - 株式会社ゲームズアリーナ代表取締役社長[1]。
- 2011年 - 株式会社CELL取締役。
- 2012年1月 - 株式会社ドワンゴモバイル代表取締役社長。
- 2012年12月 - 株式会社ドワンゴ取締役相談役。
- 2015年6月 - コーエーテクモホールディングス社外取締役[2]。